# LIVE NATURE ＃2 〜BEST BEATs〜
『LIVE NATURE ＃2 〜BEST BEATs〜』（ライブ・ネイチャー・ツー ベスト・ビーツ）は、大黒摩季が発売した映像作品。

## 概要
1998年10月、横浜アリーナにて行われたライブの模様を収めた作品。

## 収録曲
1. 白いGradation
2. ネッ!~女,情熱~
3. 夏が来る
4. サ☆イ★ン
5. 別れましょう私から消えましょうあなたから
6. 君に愛されるそのために…
7. Stay with me baby
8. LOVIN’ YOU
9. この闇を突き抜ける
10. うそつき
11. あいつにSAY
12. Slow Down
13. I can’t stop the rain
14. DA・KA・RA
15. チョット
16. Return To My Love
17. あなただけ見つめてる
18. ROCKs
19. Go with the wind
20. 熱くなれ
21. スキ・スキ・スキ
22. ら・ら・ら